# Vilar e Mosteiró
Vilar e Mosteiró (llamada oficialmente União das Freguesias de Vilar e Mosteiró) es una freguesia portuguesa del municipio de Vila do Conde, distrito de Oporto.

## Historia
Fue creada el 28 de enero de 2013 en aplicación de una resolución de la Asamblea de la República de Portugal promulgada el 16 de enero de 2013 con la unión de las freguesias de Mosteiró y Vilar, pasando su sede a estar situada en la antigua freguesia de Vilar.

## Demografía
| Gráfica de evolución demográfica de Vilar e Mosteiró entre 2011 y 2021 |
|                                                                        |
| Datos según el nomenclátor publicado por el INE portugués.             |